# Sierentz
Sierentz là một xã trong vùng Grand Est, thuộc tỉnh Haut-Rhin, quận Mulhouse (quận), tổng Sierentz (tổng). Tọa độ địa lý của xã là 47° 39' vĩ độ bắc, 07° 27' kinh độ đông. Sierentz nằm trên độ cao trung bình là 270 mét trên mặt nước biển, có độ cao thấp nhất là 244 mét và độ cao nhất là 301 mét. Xã có diện tích 13,22 km², dân số vào thời điểm 1999 là 2442 người; mật độ dân số là 184 người/km².

## Thông tin nhân khẩu
| 1962  | 1968  | 1975  | 1982  | 1990  | 1999  |
| ----- | ----- | ----- | ----- | ----- | ----- |
| 1.530 | 1.633 | 1.711 | 1.666 | 2.106 | 2.442 |